# Elmasz
Zakład Budowy Urządzeń Technologicznych Unitra-Elmasz – zakład funkcjonujący jako Wydział Produkcji Specjalnej Zakładów Radiowych im. Marcina Kasprzaka w Warszawie. Przedsiębiorstwo miało swą siedzibę w budynkach ZRK. Oba zakłady zlikwidowano w tym samym czasie.
Przedsiębiorstwo Elmasz zajmowało się przede wszystkim produkcją specalistycznych urządzeń nagrywających na potrzeby Urzędu Bezpieczeństwa oraz przyrządy kontrolno-pomiarowe (np. miernik VN1064) w oparciu o podzespoły Unitra-ZRK.